# 阿沙·瓦希什塔

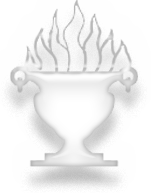
象徵阿沙·瓦希什塔的標誌。

阿沙·瓦希什塔（阿維斯陀語：Aša Vahišta），或僅稱阿沙（Asha），中古波斯語稱阿沙·瓦希什特（Asha Vahisht），波斯語稱奧爾迪貝赫什特（Ordībehesht）或阿爾迪貝赫什特（Ardībehesht），意為「天則」與「真理」，是祆教六大天使（阿梅沙·斯彭塔）之一，代表了阿胡拉·馬茲達的至誠和聖潔，與代表謊言的惡魔德魯傑（Drūj）相對立，在《伽薩》中阿沙·瓦希什塔與聖火關係密切，於是在後來被奉為火神。
在瑣羅亞斯德曆中，阿沙·瓦希什塔是第二月和每月第三日的庇護神。